# Lubkowo (gromada)
Lubkowo – dawna gromada, czyli najmniejsza jednostka podziału terytorialnego Polskiej Rzeczypospolitej Ludowej w latach 1954–1972.
Gromady, z gromadzkimi radami narodowymi (GRN) jako organami władzy najniższego stopnia na wsi, funkcjonowały od reformy reorganizującej administrację wiejską przeprowadzonej jesienią 1954 do momentu ich zniesienia z dniem 1 stycznia 1973, tym samym wypierając organizację gminną w latach 1954–1972.
Gromadę Lubkowo z siedzibą GRN "na wybudowaniach miasta Miastka w miejscowości Plebanka" (nie w Lubkowie) utworzono – jako jedną z 8759 gromad na obszarze Polski – w powiecie miasteckim w woj. koszalińskim na mocy uchwały nr 43/54 WRN w Koszalinie z dnia 5 października 1954. W skład jednostki weszły obszary dotychczasowych gromad Lubkowo i Świeszyno ze zniesionej gminy Wałdowo oraz miejscowości Orle, Przęsin, Goszczanowo, Lipczyno, Trzebieszyno, Pasieka, Pląchy, Zamoście, Łodzierz, Kołatek, Gołota, Byczyna, Węgorzynko, Niedamierz i Kątnik z miasta Miastka w tymże powiecie. Dla gromady ustalono 11 członków gromadzkiej rady narodowej.
31 grudnia 1959 do gromady Lubkowo włączono wieś Starzno ze zniesionej gromady Pietrzykowo oraz wieś Zadry z gromady Wałdowo w tymże powiecie.
Gromadę zniesiono 31 grudnia 1961, a jej obszar włączono do nowo utworzonej gromady Miastko w tymże powiecie.